# Ross Hagen
Ross Hagen, eigentlich Leland Lando Lilly (* 21. Mai 1938 in Williams, Arizona; † 7. Mai 2011 in Los Angeles, Kalifornien) war ein US-amerikanischer Schauspieler und Regisseur.

## Leben
Hagen wurde als Leland Lando Lilly als Sohn von Lando Irvin Lilly und Mary Alice Johnson geboren. Er wuchs auf einer Farm in Oregon auf. Vor seiner Karriere als Schauspieler diente er in der US Army.
Hagens Karriere als Schauspieler begann in den 1960er Jahren mit Episodenrollen in den Fernsehserien Big Valley und Die Leute von der Shiloh Ranch. Hagen wurde im Verlauf seiner Karriere in einer Vielzahl von Rollen-Typen eingesetzt. Er spielte Sheriffs, Polizisten und Privatdetektive ebenso wie Versicherungsagenten, Offiziere und Künstler.
Von 1968 bis 1969, bis zum Ende der Serie, übernahm er die wiederkehrende Serienrolle des Bart Jason in der US-Kultserie Daktari. Er verkörperte den früheren Großwildjäger Bart Jason, der mittlerweile als Fremdenführer für Foto-Safaris tätig ist. In den 1970er und 1980er Jahren hatte er unter anderem Episodenrollen in den Serien Bonanza, Rauchende Colts, Mannix, Kobra, übernehmen Sie, Kung Fu, Cannon, Bret Maverick und Ein Colt für alle Fälle.
Hagen war auch in zahlreichen Kinofilmen zu sehen; der Schwerpunkt seiner Tätigkeit war jedoch im Verlauf seiner gesamten Karriere trotzdem eher das Fernsehen. Im Kino wurde Hagen fast ausschließlich in B-Movies eingesetzt.
Hagen spielte unter anderem, unter der Regie von Maury Dexter, in dem Thriller Die Satans-Engel von Nevada (1968). Er verkörperte darin die Rolle des Ehemanns Jeff Logan, der auf dem Weg zu seiner Ranch von seiner alten Biker-Clique terrorisiert wird. 1969 war er, neben Elvis Presley, in dem Action- und Musikfilm Speedway zu sehen; er spielte den Speedway-Fahrer Paul Dado, Presleys Widersacher. Weitere Kinorollen hatte er als Versicherungsagent Mike Harber in dem Thriller Wonder Woman (1972), als früherer Minenarbeiter und Gangster in dem Krimi Bad Charleston Charlie (1973), als Privatdetektiv Cory Thorton in dem Action- und Kriminalfilm Die Vergelter (1985) und als US Army-Captain Jason Briggs in der Fantasy-Klamotte Die Insel der Riesen-Dinosaurier.
In den 1990er Jahren war er, unter der Regie von Fred Olen Ray, als Polizeiermittler und Privatdetektiv auch in mehreren Kriminalfilmen und Erotik-Thrillern zu sehen; darin waren unter anderem die Softcore-Stars Tané McClure, Tim Abell und Shauna O’Brien mehrfach seine Partner.
Hagen war auch als Regisseur (unter anderem The Glove), als Drehbuchautor und Filmproduzent tätig, so als Regisseur bei The Glove (1979) und 2005 als Regisseur, Drehbuchautor und Darsteller in dem Mystery-Thriller Murder on the Yellow Brick Road.

## Privates
Hagen war zweimal verheiratet; er hatte aus seiner ersten Ehe zwei Kinder. Mit seiner zweiten Frau, der Schauspielerin Claire Polan († 2003), war Hagen von 1963 bis zu ihrem Tod verheiratet. Gemeinsam mit Polan führte er zeitweilig eine private Schauspielschule. Hagen starb in seinem Haus in Brentwood im Alter von 72 Jahren an Prostata-Krebs.

## Filmografie
- 1966: Big Valley (The Big Valley, Fernsehserie, Folge 2x13)
- 1966–1967: Die Leute von der Shiloh Ranch (The Virginian, Fernsehserie, 3 Folgen)
- 1967: Auf der Flucht (The Fugitive, Fernsehserie Folge 4x24)
- 1967: Verrückter wilder Westen (The Wild Wild West, Fernsehserie Folge 3x14)
- 1967–1968: Invasion von der Wega (The Invaders, Fernsehserie, 2 Folgen)
- 1967–1971: Rauchende Colts (Gunsmoke, Fernsehserie, 4 Folgen)
- 1968: Speedway
- 1968: Die Satans-Engel von Nevada (The Mini-Skirt Mob)
- 1968–1969: Daktari (Fernsehserie, 13 Folgen)
- 1968–1970: FBI (The F.B.I., Fernsehserie, 3 Folgen)
- 1970: Bonanza (Fernsehserie, Folge 11x23)
- 1970–1972: Mannix (Fernsehserie, 2 Folgen)
- 1971: Die Organisation (The Organization)
- 1973: Cannon (Fernsehserie, Folge 3x5)
- 1973: Kung Fu (Fernsehserie, Folge 1x7)
- 1973: Kobra, übernehmen Sie (Mission: Impossible, Fernsehserie, Folge 7x19)
- 1973: Liebesgrüße aus Fernost (Wonder Women)
- 1973: Bad Charleston Charlie
- 1979: The Glove (Regie)
- 1982: Bret Maverick (Fernsehserie, Folge 1x12)
- 1984: Ein Colt für alle Fälle (The Fall Guy, Fernsehserie, Folge 4x5)
- 1984: Angel
- 1985: Angel kehrt zurück (Avenging Angel)
- 1986: Gefangene im Weltraum (Prison Ship)
- 1986: Die Vergelter (Armed Response)
- 1988: War Lords – Die Zerstörer der Zukunft (Warlords)
- 1990: Alienator – Der Vollstrecker aus dem All (Alienator)
- 1994: Die Insel der Riesen-Dinosaurier (Dinosaur Island)
- 1995: Midnight Tease II
- 1995: Attack of the 60 Foot Centerfold
- 1996: Casino der Lust (Sexual Roulette)
- 1996: Heißer Draht (Over the Wire)
- 1996: Nightshade – Die Nacht der Sünde (Night Shade)
- 1996: Die Rache der Tara McCormick (Fugitive Race)
- 1998: Illicit Dreams 2
- 1999: The Escort III
- 1999: The Kid with X-Ray Eyes
- 2000: Sideshow
- 2005: Murder on the Yellow Brick Road (Darsteller, Drehbuch, Regie)
- 2009: Shadowheart (Sprechrolle)